# General der Artillerie
Le grade de General der Artillerie en français : « général d'artillerie » est un grade d’officier général de la Heer, l'Armée de terre allemande, qui est équivalent à celui de général de corps d'armée en France.

## Historique
Le grade de General der Artillerie est utilisé depuis le XIXe siècle. Il se situe entre le grade de Generalleutnant et celui de Generaloberst dans la Wehrmacht. Il correspond au grade de général de corps d'armée dans l'armée française contemporaine. En 1935, la Wehrmacht introduisit de nouveaux grades équivalents : General der Nachschubtruppe (approvisionnement), General der Gebirgstruppe (troupes de montagne), General der Fallschirmtruppe (troupes aéroportées) et General der Nachrichtentruppe (transmissions), etc.

## Correspondance dans les autres armes (de la Heer ou de la Luftwaffe)

### Heer (armée de terre)
- General der Infanterie pour l'infanterie
- General der Kavallerie pour la cavalerie
- General der Artillerie pour l'artillerie
- General der Panzertruppe pour les troupes blindées (de) (1935-1945)
- General der Pioniere pour le génie (1938-1945)
- General der Gebirgstruppe pour les troupes de montagne (de) (1940-1945)
- General der Nachrichtentruppe pour les services des transmissions (1940-1945)

### Luftwaffe (armée de l'air)
- General der Fallschirmtruppe pour les unités parachutistes
- General der Jagdflieger pour la chasse aérienne ; dans ce cas, il ne s'agit pas d'un grade mais d'une fonction d'inspection (sans commandement)[a]
- General der Flieger pour les unités aériennes (sans précision)
- General der Flakartillerie pour la défense antiaérienne
- General der Luftnachrichtentruppe pour les transmissions dans l'armée de l'air
- General der Luftwaffe pour l'armée de l'air, de manière non précise

## Liste des officiers ayant porté ce grade
A
- Alexander Andrae (de) (1888-1979)
- Maximilian de Angelis (1889-1974)

B
- Paul Bader (1883-1971)
- Franz Barckhausen (de) (1882-1956)
- Karl Becker (1879-1940), chef des Heereswaffenamtes
- Hans Behlendorff (1889-1961)
- Wilhelm Berlin (1889-1987)
- Rudolf Bleidorn (de) (1864-1937)
- Friedrich von Boetticher (de) (1881-1967)
- Fritz Brand (de) (1889-1967)
- Friedrich Wilhelm Brandt (sl) (1879-1939)
- Erich von dem Bussche-Ippenburg (de) (1878-1957)
- Hermann von Burkhardt (de) (1861-1942)

C
- Siegfried von La Chevallerie (1860-1950)
- Friedrich von Cochenhausen (de) (1879-1946)
- Eduard Crasemann (1891-1950)

E
- Karl Eberth (de) (1877-1952)
- Theodor Endres (1876-1956)
- Erwin Engelbrecht (1891-1964)
- Ludwig Ritter von Eimannsberger (de) (1878-1945)

F
- Wilhelm Fahrmbacher (1888-1970)
- Maximilian Felzmann (1894-1962)
- Max Föhrenbach (de) (1872-1942)
- Adolf Franke (de) (1852-1937)
- Maximilian Fretter-Pico (1892-1984)

G
- Max von Gallwitz (1852-1937)
- Curt Gallenkamp (1890-1958)
- Theodor Geib (1885-1944)
- Hans von Gronau (1850-1940)
- Otto Grün (de) (1882-1948)

H
- Christian Hansen (1885-1972)
- Otto Hartmann (1884-1952)
- Walter Hartmann (1891-1977)
- Paul Hasse (1864-1945)
- Friedrich-Wilhelm Hauck (1897-1979)
- Georg von Heimburg (de) (1863-1945)
- Konstanz von Heineccius (1881-1956)
- Erich Heinemann (1881-1956)
- Ernst-Eberhard Hell (1887-1973)
- Kurt Herzog (1889-1948)
- Luitpold von Horn (de) (1854-1914)
- Rudolf von Horn (de) (1866-1934)

I
- Emil Ilse (de) (1864-1943)

J
- Curt Jahn (1892-1948)

K
- Rudolf Kaempfe (1883-1961)
- Leonhard Kaupisch (de) (1878-1945)
- Karl Kehrer (de) (1849-1924)
- Walter Keiner (en) (1890-1978)
- Wilhelm von Körber (de) (1826-1914)
- Konrad Krafft von Dellmensingen (1862-1953)
- Erich Kühlenthal (de) (1880-1958)

L
- Emil Leeb (1881-1969), chef des Heereswaffenamtes
- Fritz Lindemann (1890-1944)
- Christian Nicolaus von Linger (de) (1669-1755)
- Herbert Loch (1886-1975)
- Walther Lucht (1882-1949)
- Max Ludwig (de) (1871-1961), chef des Heereswaffenamtes

M
- Erich Marcks (1891-1944)
- Heinrich von Maur (de) (1863-1947)
- Robert Martinek (1889-1944)
- Anton-Reichard Freiherr von Mauchenheim genannt Bechtolsheim (1896-1945)
- Horst von Mellenthin (1898-1977)
- Horst von Metzsch (de) (1874-1946)
- Heinrich Meyer-Bürdorf (1888-1971)
- Willi Moser (1880-1946)
- Eugen Müller (1891-1951)

O
- Herbert Osterkamp (1894-1959)

P
- Walter Petzel (de) (1884-1972)
- Max Pfeffer (de) (1883-1955)
- Georg Pfeiffer (1890-1944)

R
- Friedrich von Rabenau (1884-1945)
- Adolf von Rabenhorst (de) (1846-1925)
- Maximilian von Roehl (de) (1853-1922)
- Rudolf von Roerdansz (de) (1828-1892)
- Rudolf von Roman (1893-1970)
- Hermann Rumschöttel (de) (1858–1944)

S
- Walther von Seydlitz-Kurzbach (1888-1976)
- Johann Sinnhuber (1887-1974)
- Hermann Ritter von Speck (1888-1940)
- Wilhelm Stemmermann (1888-1944)

T
- Gerhard Tappen (1866-1953)
- Edgar Theißen (1890-1968)
- Karl Thoholte (1893-1954)
- Siegfried Thomaschki (1894-1967)
- Hermann Tittel (1888-1963)

U
- Wilhelm Ulex (de) (1880-1959)

V
- Oskar Vogl (de) (1881-1954)
- Julius von Voigts-Rhetz (de) (1822-1904)
- William von Voigts-Rhetz (1813-1902)
- Alfred von Vollard-Bockelberg (de) (1874-1945), chef des Heereswaffenamtes

W
- Edmund Wachenfeld (de) (1878-1958)
- Kurt Waeger (1893-1952)
- Eduard Wagner (1894-1944)
- Martin Wandel (1892-1943)
- Walter Warlimont (1894-1976)
- Helmuth Weidling (1891-1955)
- Peter Weyer (1879-1947)
- Albert Wodrig (1883-1972)
- Rolf Wuthmann (1893-1977)

Z
- Heinz Ziegler (1894-1972)
- Alfred Ziethen (1858-1944)